# ماريو ألمادا
ماريو ألمادا (بالإسبانية: Mario Almada) هو لاعب هوكي الحقل أرجنتيني، ولد في 20 مايو 1975.

## وصلات خارجية
- ماريو ألمادا على موقع أوليمبيديا (الإنجليزية)